# بونگ‌واتر
بونگ‌واتر (به انگلیسی: Bongwater) یک فیلم سینمایی آمریکایی کمدی سیاه محصول سال ۱۹۹۸ به کارگردانی ریچارد سیرز با بازی لوک ویلسون، آلیشیا ویت، امی لوکین، بریتانی مورفی، جک بلک و اندی دیک است. این فیلم براساس رمان «بونگ واتر» ساخته مایکل هورنبورگ در سال ۱۹۹۵ ساخته شده است و موضوع داستان در پورتلند، اورگن قرار دارد.

## تولید
فیلمنامه این فیلم از رمان مایکل هورنبورگ به همین نام در سال ۱۹۹۵ اقتباس شده است که بر اساس تجربه زندگی او در اواسط دهه ۱۹۸۰ در پورتلند بود.
فیلم در لوکیشن شهرهای پورتلند، اورگان و شهر نیویورک با بودجه ای معادل ۱٫۰۰۰٫۰۰۰ دلار فیلمبرداری شده است.

## انتشار فیلم
این فیلم در ۱۹ آوریل ۱۹۹۸ در جشنواره فیلم مستقل لس آنجلس منتشر شد و بعداً در سال ۲۰۰۱ به صورت دی وی دی به نمایش درآمد.